# Marl-Hamm
Marl-Hamm ist ein Stadtteil der Stadt Marl im Kreis Recklinghausen mit über 7000 Einwohnern. Er ist kurioserweise benannt nach dem nur etwa ein Zehntel der Einwohner zählenden, kleineren der beiden namensgebenden Dörfer von Hamm-Bossendorf, die heute zu Haltern am See gehören.

## Lage

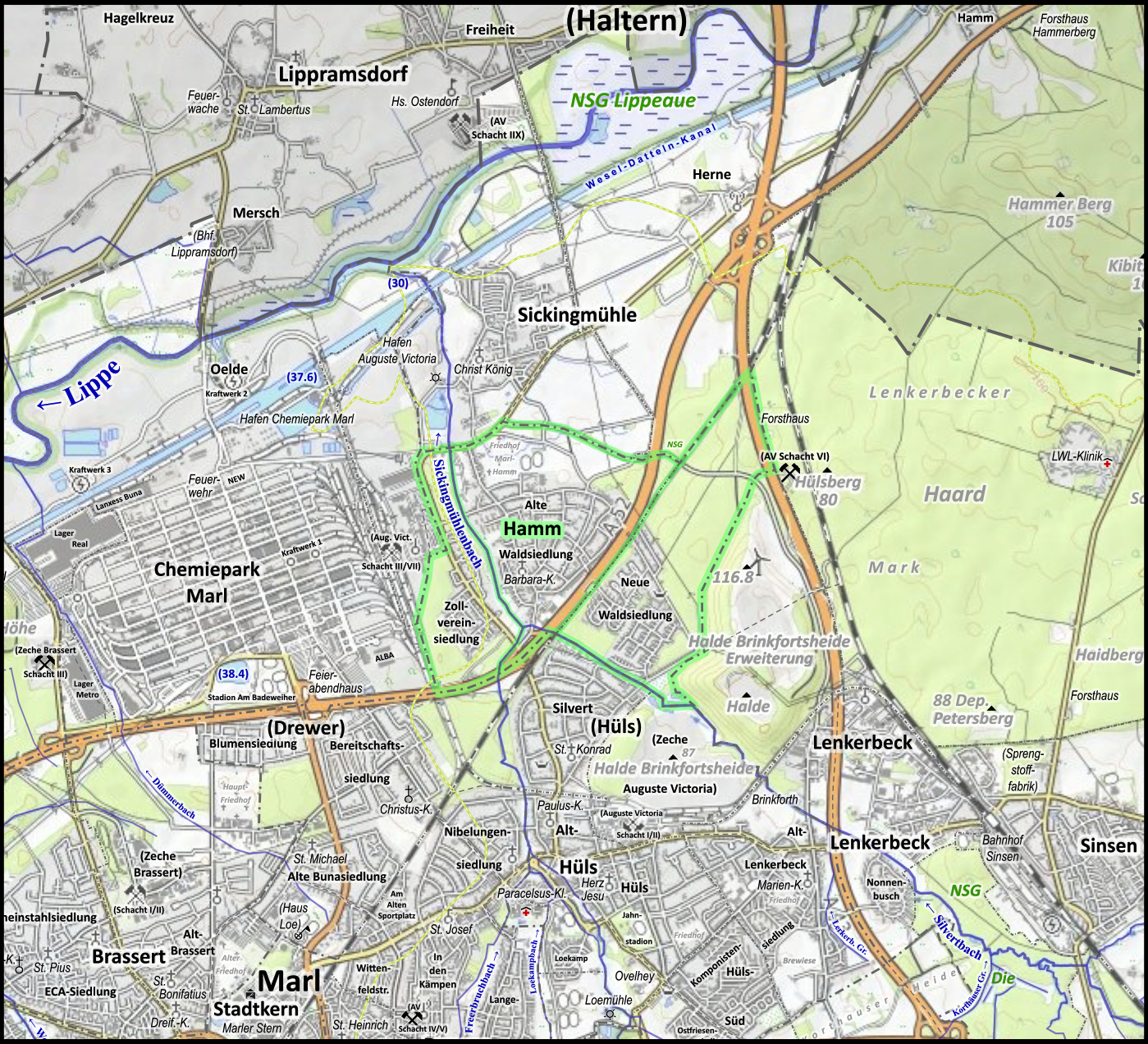
Karte des Stadtteils Hamm

Hamm liegt, nordöstlich des geographischen Zentrums Marls, beiderseits des Sickingmühlenbachs, der die Zollvereinsiedlung (1257 Einwohner) im Südwesten abtrennt. Die zentrale Alte Waldsiedlung (3926 EW) wird durch die A 52 und die parallele Bahntrasse von der Neuen Waldsiedlung (2070 EW) im Südosten getrennt. Die Neue Waldsiedlung wird nach Südwesten durch den Silvertbach von der Silvertsiedlung im Norden von Hüls getrennt, ihre Grenze zu Sinsen-Lenkerbeck bildet im Osten die Halde Brinkfortsheide Erweiterung und nach Nordosten die am Westrand der Haard verlaufende A 43.
Nach Norden trennen Hülsbergstraße und Marler Straße die Alte Waldsiedlung von Sickingmühle, nach Westen stößt die Zollvereinsiedlung an die Außengrenzen des Chemieparks Marl.
In den beschriebenen Grenzen nimmt die Alte Waldsiedlung 1,49 km² ein, die Neue 1,39 km² und die Zollvereinsiedlung 0,70 km², zusammen 3,58 km²; die Einwohnerdichte liegt um 2000 Einwohner pro Quadratkilometer.
Die statistische Gliederung Marls schneidet die Waldsiedlungen deutlich großzügiger und schlägt der Neuen, entgegen den historischen Grenzen, die Nordhälfte der Halde Brinkfortsheide Erweiterung (0,62 km²) sowie Schacht VI der Auguste Viktoria und Forsthaus am Hülsberg (0,46 km²) zu; die Alte wird nach Norden um Felder im Süden Sickingmühles (0,57 km²) zu. Dies hat kaum Auswirkung auf die Einwohnerzahlen, verringert jedoch die scheinbare Einwohnerdichte des urbanen Wohnstadtteils um ein Drittel.
Die Stadt Marl fasst mit „Marl-Hamm“ einen statistischen Über-Bezirk zusammen, der neben den drei Siedlungen auch noch Sickingmühle nebst Herne enthält.

## Geschichte

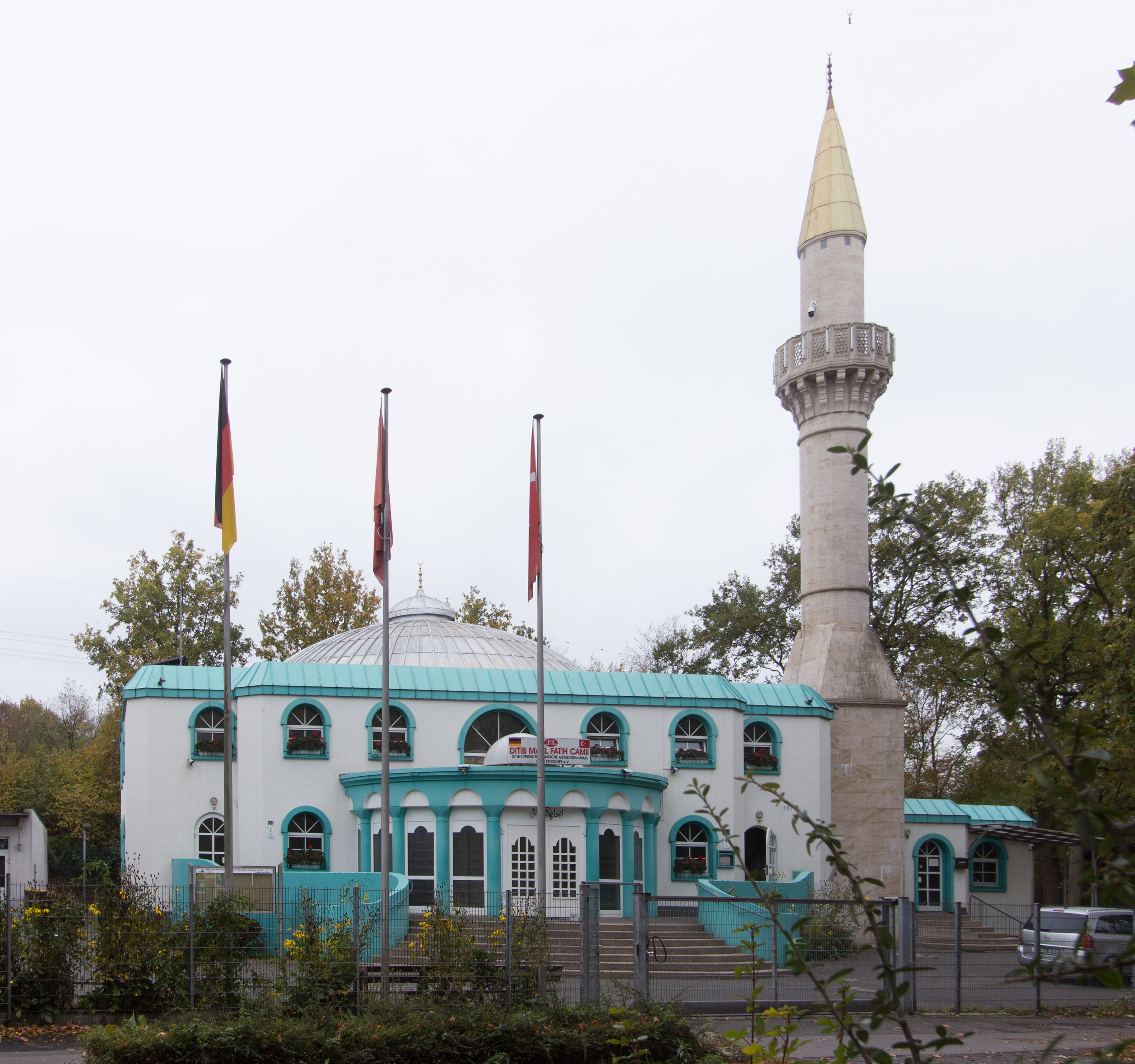
Moschee Fatih Camii, direkt an der A 52

Die Gemeinde Hamm im Amt Marl bestand aus dem Dorf Hamm nordöstlich der Mitte und den Bauerschaften Bossendorf im Nordosten, Herne südwestlich der Mitte und Sickingmühle im Südwesten. Die Preußische Uraufnahme von 1842 zeigt, anders als die topographische Karte des Kreises Recklinghausen von 1845, nur Sickingmühle als Bauerschaft, aber auf beiden Karten sind alle vier Hauptwohnplätze als dorfartig erkennbar.
Bedingt durch das Florieren der Zeche Auguste Victoria war Hüls um 1920 bereits städtisch und bildete das östliche Zentrum Marls. Auch die Silvertsiedlung war fast komplett bebaut, jedoch nicht der kleine Teil im Norden unmittelbar an der Vereinigung des Loemühlenbachs mit dem Silvertbach zum Sickingmühlenbach, der auf dem Gebiet der Gemeinde Hamm bzw. der Bauerschaft Sickingmühle lag. Der Bau der Silvertsiedlung wurde zwischen 1931 und 1942 abgeschlossen.
1938 wurden, auf dem Gebiet der Bauerschaft Oelde, die Chemischen Werke Hüls gegründet, auf dem Osten ihres Geländes stand inzwischen Schacht 3 der Zeche. Noch auf dem Gebiet von Oelde, also westlich des Sickingmühlenbachs, entstand noch vor dem 2. Weltkrieg der Kern der Zollvereinsiedlung. Kurz nach dem Krieg folgte die Alte Waldsiedlung, später dann die neue, von der bereits einige Teile standen, als zwischen 1959 und 1966 die trennende Bahntrasse dazwischen kam, die Mitte der 1970er noch durch die Autobahn verstärkt wurde. Im Jahr 1966 wurden die Waldsiedlungen auf dem Messtischblatt Marl noch mit „Sickingmühle“ beschriftet, spätestens ab 1972 dann mit „Waldsiedlung“.
Inzwischen waren die drei Siedlungen zu einem Teil der Marler Kernstadt geworden; es verwunderte nicht, dass in der Gebietsreform 1975 die ehemalige Gemeinde Hamm aufgeteilt wurde und die der Seestadt gegenüber liegenden beiden Dörfer zu Haltern kamen, die Bauerschaft Herne, das immer noch dörfliche Sickingmühle und die deutlich einwohnerstärkeren Waldsiedlungen hingegen zu Marl. Erst zwischen 1976 und 1980 hatte sich auf den Messtischblättern der Schriftzug „Hamm“ durchgesetzt, der nunmehr auch die nicht auf altem Hammer Gebiet liegende Zollvereinsiedlung meinte, nicht aber das Dorf Sickingmühle und das noch immer rein bauerschaftliche Herne. Später und auch heute noch wurden, neben der Beschriftung Sickingmühles und Hernes, beide Schriftzüge angebracht.

## Verkehr und Infrastruktur
Der Haltepunkt Marl-Hamm an der Bahnstrecke Gelsenkirchen-Buer Nord–Marl Lippe wird von DB Regio NRW bedient. Im Stundentakt fahren Züge der Linie S9 zwischen Haltern am See, Marl, Gladbeck, Bottrop, Essen und Wuppertal.
| Linie | Verlauf | Takt   |
| ----- | --- | ------ |
| S 9   | Haltern am See – Marl-Hamm – Marl Mitte – GE-Hassel – GE-Buer Nord – Gladbeck West – Bottrop-Boy – Bottrop Hbf – E-Dellwig Ost – E-Gerschede – E-Borbeck – E-Borbeck Süd – Essen West – Essen Hbf – E-Steele – E-Überruhr – E-Holthausen – E-Kupferdreh – Velbert-Nierenhof – Velbert-Langenberg – Velbert-Neviges – Velbert-Rosenhügel – Wülfrath-Aprath – W-Vohwinkel – W-Sonnborn – W-Zoologischer Garten – W-Steinbeck – Wuppertal Hbf Stand: Fahrplanwechsel Dezember 2023 | 60 min |

Die VRR-Buslinien 225, 227 und 228 der Vestischen Straßenbahnen erschließen den Stadtteil.
| Linie | Verlauf | Takt (Mo–Fr)                                                                           |
| ----- | --- | -------------------------------------------------------------------------------------- |
| 225   | Marl Mitte – Drewer Süd – Hüls − Marl-Hamm – Hamm Bf – Hamm Waldsiedlung (– Sickingmühle) abends als Taxibus bis Sickingmühle                                                               | 30 min                                                                                 |
| 227   | Dorsten-Hervest Dorfstr. – Alt-Marl Riegestr. – Brassert – Marl Mitte – Drewer − Hüls – Marl-Hamm – Marl-Sickingmühle – Hamm-Bossendorf – Haltern am See Kärntner Platz – Haltern am See Bf | 60 min (Dorsten–Alt-Marl) 30 min (Alt-Marl–Sickingmühle) 60 min (Sickingmühle–Haltern) |
| TB228 | Taxibus: Marl-Hamm Bf – Hamm Waldsiedlung – Marl-Sickingmühle – Haltern am See-Lippramsdorf – Mersch                                                                                        | 60 min                                                                                 |

Die den Stadtteil zwischen Alter und Neuer Waldsiedlung passierende Autobahn 52 verbindet die Stadt mit dem inneren Ruhrgebiet sowie dem Münsterland. Die namentliche Anschlussstelle Marl-Hamm liegt, genau wie der Haltepunkt, genau zwischen Hamm und Silvert im Norden von Hüls.

## Globale Quellen
- Topographische Karte der Kreise des Regierungs-Bezirks Muenster, Blatt 08 – Kreis Recklinghausen (1845)
- Preußische Uraufnahme, Blätter Marl und Recklinghausen (1842)[3]
- Preußische Neuaufnahme / Messtischblätter
  - Blatt Marl 1892[3] / 1894 / 1907 / 1913 / 1921[4] / 1925[5] / 1931 / „1936–1845“(≈1942)[3] / 1942 / 1949 / 1953 / 1959 / 1966 / 1972 / 1976 / 1980 / 1989 / 2000
  - Blatt Recklinghausen 1892[3] / 1894 / 1907 / 1921 / 1926 / 1931 / „1936–1845“[3] / 1942 / 1949 / 1959 / 1972 / 1980 / 1989 / 2000
- Karte des Deutschen Reiches 1 : 100.000, Ende 19. Jahrhundert (nebenstehend)
- Topographische Übersichtskarte des Deutschen Reichs 1 : 200.000, Blatt Wesel 1939[6][7]
- Karte der Stadtteile Marls zwischen 1841 und 1975[8]
- Karte der statistischen Bezirke Marls, Stand April 2010[9]